# العلاقات العمانية الفيتنامية
العلاقات العمانية الفيتنامية هي العلاقات الثنائية التي تجمع بين سلطنة عمان وفيتنام.

## مقارنة بين البلدين
هذه مقارنة عامة ومرجعية للدولتين:
| وجه المقارنة                                              | سلطنة عمان    | فيتنام           |
| --------------------------------------------------------- | ------------- | ---------------- |
| المساحة (كم2)                                             | 309.50 ألف    | 331.69 ألف       |
| عدد السكان (نسمة)                                         | 4.64 مليون    | 94.66 مليون      |
| الكثافة السكانية (ن./كم²)                                 | 14.99         | 285.39           |
| العاصمة                                                   | مسقط          | هانوي            |
| اللغة الرسمية                                             | اللغة العربية | اللغة الفيتنامية |
| العملة                                                    | ريال عماني    | دونغ فيتنامي     |
| الناتج المحلي الإجمالي (بليون دولار)                      | 72.64 مليار   | 234.19 مليار     |
| الناتج المحلي الإجمالي (تعادل القوة الشرائية) بليون دولار | 179.49 مليار  | 553.42 مليار     |
| الناتج المحلي الإجمالي الاسمي للفرد دولار أمريكي          | 15.55 ألف     | 2.48 ألف         |
| الناتج المحلي الإجمالي للفرد دولار أمريكي                 | 38.63 ألف     | 5.63 ألف         |
| مؤشر التنمية البشرية                                      | 0.793         | 0.666            |
| رمز المكالمات الدولي                                      | +968          | +84              |
| رمز الإنترنت                                              | عمان          | .vn              |
| المنطقة الزمنية                                           | ت ع م+04:00   | ت ع م+07:00      |

## منظمات دولية مشتركة
يشترك البلدان في عضوية مجموعة من المنظمات الدولية، منها:
| علم المنظمة | اسم المنظمة                        | تاريخ انضمام سلطنة عمان | تاريخ انضمام فيتنام |
| ----------- | ---------------------------------- | ----------------------- | ------------------- |
|             | وكالة ضمان الاستثمار متعدد الأطراف | 1989                    | 5 أكتوبر 1994       |
|             | منظمة الشرطة الجنائية الدولية      | ?                       | ?                   |
|             | منظمة حظر الأسلحة الكيميائية       | ?                       | ?                   |
|             | منظمة التجارة العالمية             | 2000                    | 11 يناير 2007       |
|             | الفريق المعني برصد الأرض           | ?                       | ?                   |
|             | الأمم المتحدة                      | 7 أكتوبر 1971           | 20 سبتمبر 1977      |
|             | مؤسسة التمويل الدولية              | 1973                    | 4 أغسطس 1967        |
|             | يونسكو                             | 10 فبراير 1972          | 6 يوليو 1951        |
|             | مؤسسة التنمية الدولية              | 1973                    | 24 سبتمبر 1960      |
|             | البنك الدولي للإنشاء والتعمير      | 1971                    | 21 سبتمبر 1956      |
|             | المنظمة الهيدروغرافية الدولية      | ?                       | ?                   |
|             | الاتحاد البريدي العالمي            | ?                       | ?                   |
|             | الاتحاد الدولي للاتصالات           | 28 أبريل 1972           | 24 سبتمبر 1951      |

## وصلات خارجية
- موقع وزارة الخارجية العمانية
- موقع وزارة الخارجية الفيتنامية